# عین الشعره
عین الشعره (به عربی: عین الشعرة) یک منطقهٔ مسکونی در سوریه است که در استان ریف دمشق واقع شده‌است. عین الشعره ۶۵۹ نفر جمعیت دارد.